# Den Jødiske Brigade
Den Jødiske Brigade (Engelsk: Jewish Brigade) var den eneste militære enhed af sin art i britisk tjeneste under 2. verdenskrig. Den Jødiske Brigade var frivillig og bestod hovedsagelig af jøder fra mandatområdet i Palæstina. Etableringen af brigaden var resultatet af hårdt arbejde af jøderne i Palæstina og zionistbevægelsen.
Det specielle ved brigadens oprettelse var, at den zionistiske organisation på den ene side var i opposition til briterne, som var travlt optaget af at forhindre jøder i at komme ind i Palæstina, og på den anden side naturligt nok måtte være i opposition til de tyske nazister, som i Europa var i færd med at igangsætte Holocaust.
Briterne havde i Hvidbogen af 1939 gjort klart, at de ikke længere sympatiserede med ideen om en jødisk stat i Palæstina og gjorde nu i stedet alt, hvad de kunne for at komme araberne i møde. At palæstinensiske jøder derfor meldte sig i britisk uniform var et simpelt spørgsmål om, hvad der var værst: den britiske kolonialisme eller den tyske nazisme. Og stillet over for det valg fandt mange jøder, at der ikke var så meget at tænke over. Der foregik et omfattende tysk-nazistisk samarbejde med de arabiske lande, og Adolf Hitler havde lovet Stormuftien af Jerusalem, at såfremt det endte med en tysk sejr, ville hele den jødiske befolkning i Palæstina blive udslettet.
Winston Churchill pressede på for oprettelsen af Den Jødiske Brigade, som blev indrulleret i The East Kent Regiment, "The Buffs". De kompagnier var igen en del af tre infanteribataljoner i det nyligt oprettede Palestine Regiment. Den Jødiske Brigade blev en kampenhed med ret til at benytte Davidstjernen på emblem og fane.
Efter en træningslejr i Egypten deltog de omkring 5.000 palæstinensiske jøder i Den Jødiske Brigade i bl.a. de sidste kampe på den italienske front under kommando af den canadisk fødte brigadegeneral Ernest Benjamin. I maj 1945 blev brigaden flyttet til det nordøstlige Italien, hvor den for første gang mødte Holocaustoverlevende. I sommeren 1946 besluttede de britiske myndigheder at opløse brigaden, hvorfra de fleste nu strømmede over i de forskellige jødiske forsvarsforbund som Haganah og Irgun, som efter uafhængighedserklæringen i 1948 dannede Israel Defence Forces (IDF).
| Historie | Spire Denne historieartikel er en spire som bør udbygges. Du er velkommen til at hjælpe Wikipedia ved at udvide den. |